# Jacke Sjödin

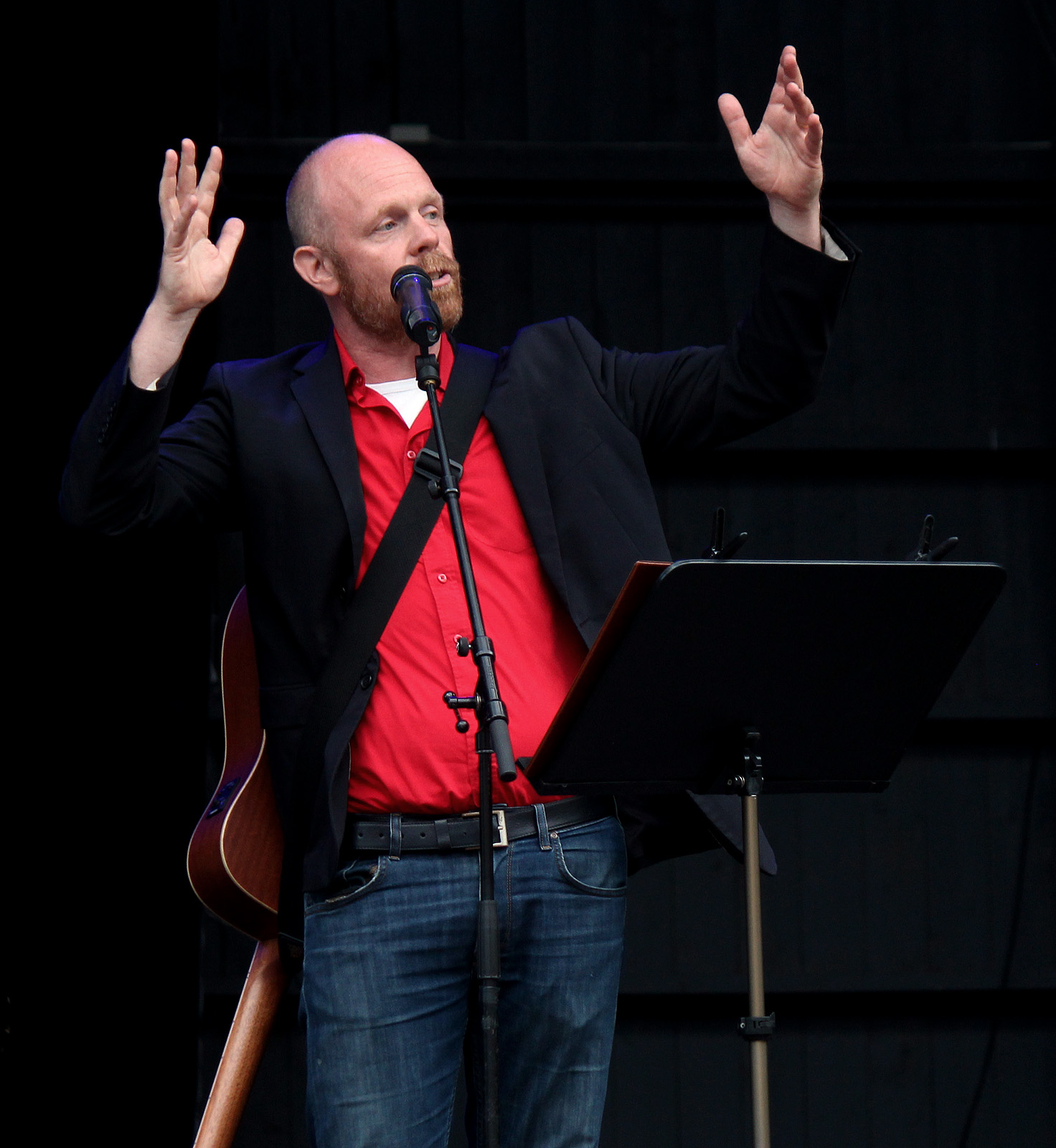
Jacke Sjödin

Jakob ”Jacke” Sjödin, född 19 april 1966 i Sollefteå, är en svensk underhållare och artist. Han har genom åren skrivit och producerat ett stort antal föreställningar i Uppsala. Det stora genombrottet kom med showen ”Fyra lyckliga män” 2005 med bland andra Lasse Eriksson. Han har också satt upp flera lunchrevyer med Helen Sjöholm på krogen Katalin and all that jazz. Under pandemin 2020–2021 började han producera musikvideor om coronan som fick miljontals visningar på Facebook och YouTube och gav hans officiella Facebooksida över 120 000 följare. Han skrev 43 ”coronasånger” och skapade sedan en föreställning med samma namn som spelades i Uppsala och på turné. Han är son till författaren Nicke Sjödin.

## Teater

### Roller (ej komplett)
| År   | Roll | Produktion                       | Regi                       | Teater              |
| ---- | ---- | -------------------------------- | -------------------------- | ------------------- |
| 2024 |      | Julen – the musical Jacke Sjödin | Jacke Sjödin Hans Marklund | Uppsala stadsteater |

### Regi (ej komplett)
| År   | Produktion          | Upphovsmän   | Teater              | Noter                         |
| ---- | ------------------- | ------------ | ------------------- | ----------------------------- |
| 2024 | Julen – the musical | Jacke Sjödin | Uppsala stadsteater | Tillsammans med Hans Marklund |

## Priser och utmärkelser
- 2020: Segerstedt-stipendiet[5]
- 2021: JR Sundström-priset[6]
- 2021: Årets hedersupplänning[7]